# Wiśniewski
Wiśniewski (forma żeńska: Wiśniewska, liczba mnoga: Wiśniewscy) – trzecie pod względem popularności nazwisko w Polsce. Według bazy PESEL 22 stycznia 2025 roku nazwisko to nosiło 54 420 Polek i 53 380 Polaków. Łącznie nazwisko to nosiło 107 800 obywateli Polski.

## Etymologia
Wiśniewski – pierwsza wzmianka w 1397 (Jasczoldus Vysnewsky). Nazwa osobowa Wiśniewski, Wiszniewski, Wiśniowski, Wiszniowski należy do grupy nazwisk odmiejscowych, powstała poprzez dodanie formantu -ski do nazw miejscowych – Wiśniewa, Wiśniewo, Wiśniowa, Wiśniew, Wiszniewo. W starodrukach spotyka się formy zapisu: Vysnewsky, Vyssznowsky, Visnowszky, Vysynowsky, Vysnyewsky, Vyszynevsky, Vysznowsky, Wisznyewskie, Wisnowsky, Wisznowsky, Vysznyevsky.

## Rody szlacheckie
Nazwisko to nosiło w Polsce kilkanaście rodów szlacheckich. Byli to m.in. Wiśniewscy herbu Bończa I, Ciołek, Gryf, Ostrogski (Baklay), Prus I, Ramułt, Rogala, Szeliga, Trzaska (Wiśniewscy herbu Trzaska) i Wieniawa. Trzy rody używały herbu własnego. Była też linia hrabiowska: 29 grudnia 1876 Tadeusz Stanisław Wiśniewski z Wiśniewa herbu Prus I otrzymał tytuł hrabiowski, był też szambelanem na dworze austriackim. Rodzina ta była właścicielami dóbr Krystynopol z Nowym Dworem, Żużlem i Sulimowem w Galicji.

Herb własny Wiśniewski odmiana herbu Ramułt
Herb własny Wiśniewski Hrabia odmiana herbu Prus
Herb własny Wiśniewski II

## Demografia
W 2013 nazwisko Wiśniewski nosiło 111 273 osoby, najwięcej zameldowanych było w Warszawie (6368) i Łodzi (2417) oraz w Toruniu (2357).
Nazwisko to używane jest najczęściej w województwach:
- mazowieckim (21 940 osób),
- kujawsko-pomorskim (18 410 osób),
- warmińsko-mazurskim (7994 osób),
- pomorskim (7446 osób),
- zachodniopomorskim (6284 osób).

## Osoby noszące nazwisko Wiśniewska lub Wiśniewski
- Adam Wiśniewski-Snerg (1937–1995) – polski pisarz science fiction.
- Alfred Wiśniewski (1916–2011) – polski rzeźbiarz, profesor Akademii Sztuk Pięknych w Gdańsku.
- Andrzej Wiśniewski (ur. 1953) – polski polityk, samorządowiec
- Andrzej Wiśniewski (ur. 1956) – polski działacz samorządowy
- Andrzej Wiśniewski (ur. 1956) – trener piłki nożnej
- Andrzej Wiśniewski – polski archeolog
- Andrzej Wiśniewski – polski ekonomista
- Andrzej Antoni Wiśniewski (1948–2014) – polski chemik
- Anita Katarzyna Wiśniewska (ur. 1995) – polska poetka
- Anna Wiśniewska (ur. 1977) – wokalistka zespołu Ich Troje
- Antoni Jakub Wiśniewski (1718–1774) – fizyk, matematyk, teolog i pedagog; wykładowca i rektor (1759–1761) Collegium Nobilium pijarów w Warszawie, pijar, prekursor filozofii oświeceniowej w Polsce.
- Arkadiusz Wiśniewski (ur. 1976) – gitarzysta basowy, wokalista
- Arkadiusz Wiśniewski (ur. 1964) – polski siatkarz
- Bohdan Wiśniewski (1926–2007) – filolog klasyczny, znawca filozofii starożytnej, profesor Uniwersytetu Łódzkiego
- Edwin Wiśniewski (1927–2010) – polski ekonomista, działacz PZPR
- Eugeniusz Wiśniewski (ur. 1929) – polski funkcjonariusz wywiadu i dyplomata
- Ewa Wiśniewska (ur. 1942) – polska aktorka
- Feliks Wiśniewski (1890–1963) – fizyk, profesor Wolnej Wszechnicy Polskiej, po II wojnie światowej profesor Uniwersytetu Łódzkiego i Politechniki Łodzkiej.
- Halina Wiśniewska (1920–2011) – instruktor harcerski ZHP
- Honorat Wiśniewski (1942–2004) – polski trener lekkoatletyczny
- Jadwiga Wiśniewska (ur. 1963) – posłanka na Sejm RP V kadencji
- Jacek Wiśniewski (1953–2015) – polski piłkarz
- Jacek Wiśniewski (ur. 1976) – polski trener siatkówki kobiecej
- Jan Wiśniewski herbu Baklay (ur. XVI w. – zm. ?) – magister nauk wyzwolonych, doktor filozofii, sekretarz księcia Janusza Ostrogskiego
- Jan Wiśniewski (1876–1943) – ksiądz katolicki, historyk
- Jan Wiśniewski (1922–2006) – piłkarz
- Jan Wiśniewski (1925–1969) – kontradmirał dowódcy Marynarki Wojennej (1956–1958), poseł na sejm II kadencji 1957–1961
- Jan Wiśniewski (1904–1977) – warszawski malarz i scenograf
- Janek Wiśniewski – bohater „Ballady o Janku Wiśniewskim”
- Jerzy Wiśniewski (1928–1983) – polski historyk, genealog, badacz dziejów osadnictwa w Polsce
- Janusz Leon Wiśniewski (ur. 1954) – polski pisarz i naukowiec
- Józef Wiśniewski (major) (1788–1864) – major kawalerii, dowódca Pułku Krakusów Księcia Józefa Poniatowskiego (1831), porucznik wojsk napoleońskich.
- Józef Wiśniewski (hokeista) (1940–1995) – polski hokeista
- Józef Wiśniewski (1933–2017) – polski działacz sportowy
- Julian Wiśniewski (1810–1893) – burmistrz Nowego Targu w latach 1867–1883
- Konstanty Wiśniewski (1935–2003) – polski lekarz, profesor nauk medycznych, dziekan i rektor Akademii Medycznej w Białymstoku
- Ludwik Wiśniewski (1867–1942) – polski lekarz, ziemianin
- Ludwik Wiśniewski (ur. 1936) – OP dominikanin, duszpasterz środowisk opozycyjnych, kapelan „Solidarności”
- Lucyna Wiśniewska (1955–2022) – posłanka na Sejm RP V kadencji
- Małgorzata Wiśniewska (ur. 1947) – polska aktorka
- Maria Wiśniewska (ur. 1959) – ekonomistka polska, bankowiec, posłanka na Sejm RP V kadencji
- Marta Wiśniewska, znana jako Mandaryna (ur. 1978) – polska tancerka, choreografka, aktorka i piosenkarka muzyki dance
- Michał Wiśniewski (1925–1944) – porucznik 1 Praskiego Pułku Piechoty 1 Warszawskiej Dywizji Piechoty.
- Michał Wiśniewski (ur. 1972) – polski wokalista, lider grup Ich Troje i Red Head
- Michał Wiśniewski (ur. 1979) – polski  pisarz, publicysta, popularyzator mangi, anime i fantastyki w Polsce, autor komiksów i poeta
- Michał Wiśniewski (ur. 1985) – polski urzędnik państwowy i menedżer
- Mieczysław Wiśniewski (1925–2006) – rysownik, grafik, ilustrator, malarz
- Mieczysław Zygmunt Wiśniewski (1892–1952) – bramkarz, olimpijczyk z Paryża 1924 roku
- Mirosław Wiśniewski (1936–2022) – fotograf, alpinista, speleolog i lekarz
- Paulina Wiśniewska (ur. 1998) – polska zawodniczka mieszanych sztuk walki (MMA)
- Piotr Wiśniewski (1881–1971) – botanik
- Radosław Wiśniewski (ur. 1974) – poeta, krytyk literacki
- Ryszard Wiśniewski – dowódca 9 Brygady Kawalerii Pancernej w Braniewie
- Ryszard Wiśniewski (ur. 1947) - filozof i etyk, profesor Uniwersytetu Mikołaja Kopernika w Toruniu i Uniwersytetu Jana Długosza w Częstochowie
- Ryszard Wiśniewski (1933–2023) – piłkarz
- Stanisław Wiśniewski (1934–2001) – poseł na Sejm RP II kadencji, wiceprzewodniczący OPZZ, uczestnik obrad Okrągłego Stołu
- Stanisław Józef Wiśniewski (1859–1940) – hrabia, szambelan cesarsko-królewski
- Sylwia Wiśniewska (ur. 1977) – polska piosenkarka
- Tadeusz Stanisław Wiśniewski (1824–1888) herbu Prus I – hrabia, szambelan na dworze austriackim, właściciel dóbr Krystynopol
- Tadeusz Wiśniewski (1913–2014) – polski nauczyciel, poseł na Sejm PRL
- Wawrzyniec Wiśniewski (1823–1913) – uczestnik powstania styczniowego, właściciel Gomulina; w 1864 roku za udział w powstaniu został zesłany na Syberię, zaś jego majątek skonfiskowano
- Wawrzyniec Wiśniewski (1911–1993) – uczestnik powstania warszawskiego, ps. Janina[8]
- Wiesław Wiśniewski (1931–1994) – polski astronom; jego nazwisko nosi jedna z planetoid ((2256) Wiśniewski)
- Wiktor Wiśniewski (1822–1890) – polski szlachcic, ziemianin, powstaniec z 1863, pisarz.
- Wincenty Wiśniewski herbu Poraj (1781–1855) – astronom Akademii Petersburskiej (współpracował z niemieckim astronomem J.E Bode), konsyliarz na dworze carskim.
- Wincenty Lesław Wiśniewski (1904–1958) – polski parazytolog, hydrobiolog
- Zenon Wiśniewski (ur. 1950) – polski ekonomista
- Zenon Wiśniewski (ur. 1959) – poseł na Sejm RP V kadencji

### Z domu Wiśniewska
- Aleksandra Uznańska-Wiśniewska z domu Wiśniewska (ur. 1994) –  polska politolożka, działaczka humanitarna, społeczna i polityczna, posłanka na Sejm X kadencji.
- Irena Santor z domu Wiśniewska (ur. 1934) – polska piosenkarka
- Marlena Drozdowska z domu Wiśniewska (ur. 1958) – polska piosenkarka